# Presa de Alto-Lindoso
El embalse de Alto-Lindoso es una infraestructura hidroeléctrica portuguesa situada en el río Lima. Se encuentra en los límites de los municipios de Ponte da Barca y Arcos de Valdevez, en el distrito de Viana do Castelo. Es una de las construcciones más altas de Portugal.
La presa se diseñó en 1983 y se completó en 1992. Su utilidad es la producción de electricidad, constituye la central hidroeléctrica más potente de Portugal. Es una de las construcciones más altas de Portugal.